# Suzuki XL7
Der Suzuki XL7 ist ein Pkw-Modell des japanischen Automobilherstellers Suzuki, das von Herbst 2006 bis Ende 2009 ausschließlich auf dem US-amerikanischen Markt angeboten wurde. Es war als Sport Utility Vehicle mit fünf Türen ausgelegt und löste den Suzuki Grand Vitara XL-7 ab.

## Übersicht
Der Suzuki XL7 wurde gemeinsam mit General Motors entwickelt und basierte auf der gleichen Theta-Crossover-Plattform wie die Modelle Chevrolet Equinox und Pontiac Torrent. Er wurde im kanadischen Joint-Venture-Werk in Ingersoll hergestellt.
Angetrieben wurde das Fahrzeug von einem Ottomotor mit 3,6 Liter Hubraum in V-Anordnung mit einer Leistung von 188 kW (256 PS). Entgegen der Modellbezeichnung war der XL7 im Vergleich zu seinem Vorgängermodell serienmäßig kein Siebensitzer mehr. Eine dritte Sitzreihe wie auch Allradantrieb waren jedoch optional erhältlich.
Da sich der XL-7 in den USA jedoch nicht gegen die große Konkurrenz des heimischen Marktes durchsetzen konnte, wurde die Produktion mit Ende des Jahres 2009 eingestellt.

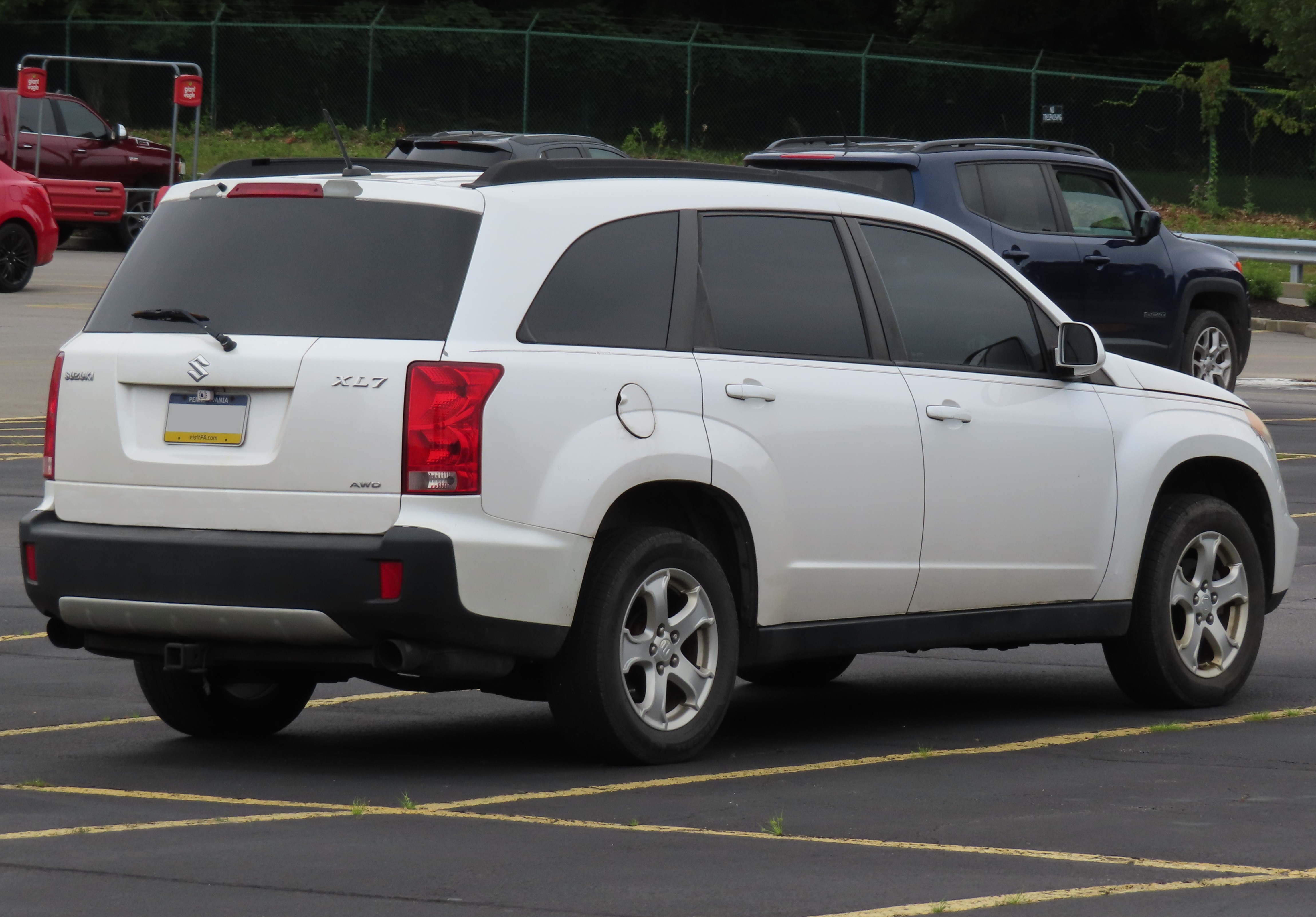
Heckansicht

### Suzuki XL7 Hill Climb Special
Eine stark modifizierte Rennversion des Suzuki Grand Vitara mit der Bezeichnung Suzuki XL7 Hill Climb Special mit 740 kW (1007 PS) Leistung gewann 2006 und 2007 das internationale Bergrennen am Pikes Peak in den USA, den Pikes Peak International Hill Climb. Fahrer war beide Mal Nobuhiro Tajima.

### Technische Daten
| Modell                          | 3.6                |
| Zylinderzahl                    | V6                 |
| Hubraum (cm³)                   | 3564               |
| Max. Leistung (kW/PS)           | 188/256 bei 6500   |
| Max. Drehmoment (Nm)            | 330 bei 2300       |
| Höchstgeschwindigkeit (km/h)    | 190                |
| Getriebe (Serienmäßig)          | 5 Stufen-Automatik |
| Beschleunigung (0–100 km/h)     | 9,5 Sekunden       |
| Verbrauch kombiniert (l/100 km) | 13.2               |
| Tankinhalt                      | 70 Liter           |